# Corregimiento (Panama)
In Panama ist ein Corregimiento eine Unterteilung eines Bezirks, der wiederum eine Unterheit einer Provinz ist. Es handelt sich dabei um die kleinste administrative Verwaltungsebene des Landes, die darunter noch in besiedelte Orte bzw. Zentren unterteilt ist. 
Panama ist in deutlich über 600 Corregimientos unterteilt. Zuletzt entstanden 2012 neue Einheiten in dem indigenen Territorium Ngöbe-Buglé und 2015 in der Provinz Bocas del Toro.